# Alpina
Alpina Burkard Bovensiepen Gmbh es un fabricante bávaro de automóviles fundada en Buchloe, en el distrito alemán de Ostallgäu. Aunque los vehículos Alpina tienen su propio número de chasis, para muchos la fábrica es simplemente una empresa de tuning. Esto se debe a que basa su gama de productos sobre modelos de BMW que les suministran los chasis y las carrocerías, a los que aporta un aumento de su exclusividad en términos deportivos y de lujo.

## Historia

### Los primeros años
En 1965 Burkard Bovensiepen funda la oficina Alpina. Empezó sus actividades con el desarrollo de un carburador Weber de doble cuerpo para el BMW 1500 presentado por la firma bávara en diciembre de 1961, y que con el kit de Alpina alcanzaba los 90 CV. El motor de carburador doble recibe alabanzas no sólo de la prensa especializada, sino también por parte de la propia BMW, que otorga al motor Alpina la garantía BMW en el año 1964. El 1 de enero de 1965 la empresa se establece en Kaufbeuren con una plantilla de 8 trabajadores. En 1967 se crea el logo de la marca que a partir de entonces iba a incorporar sus productos, haciéndolos más diferenciables del resto de BMWs.

#### El inicio en la competición

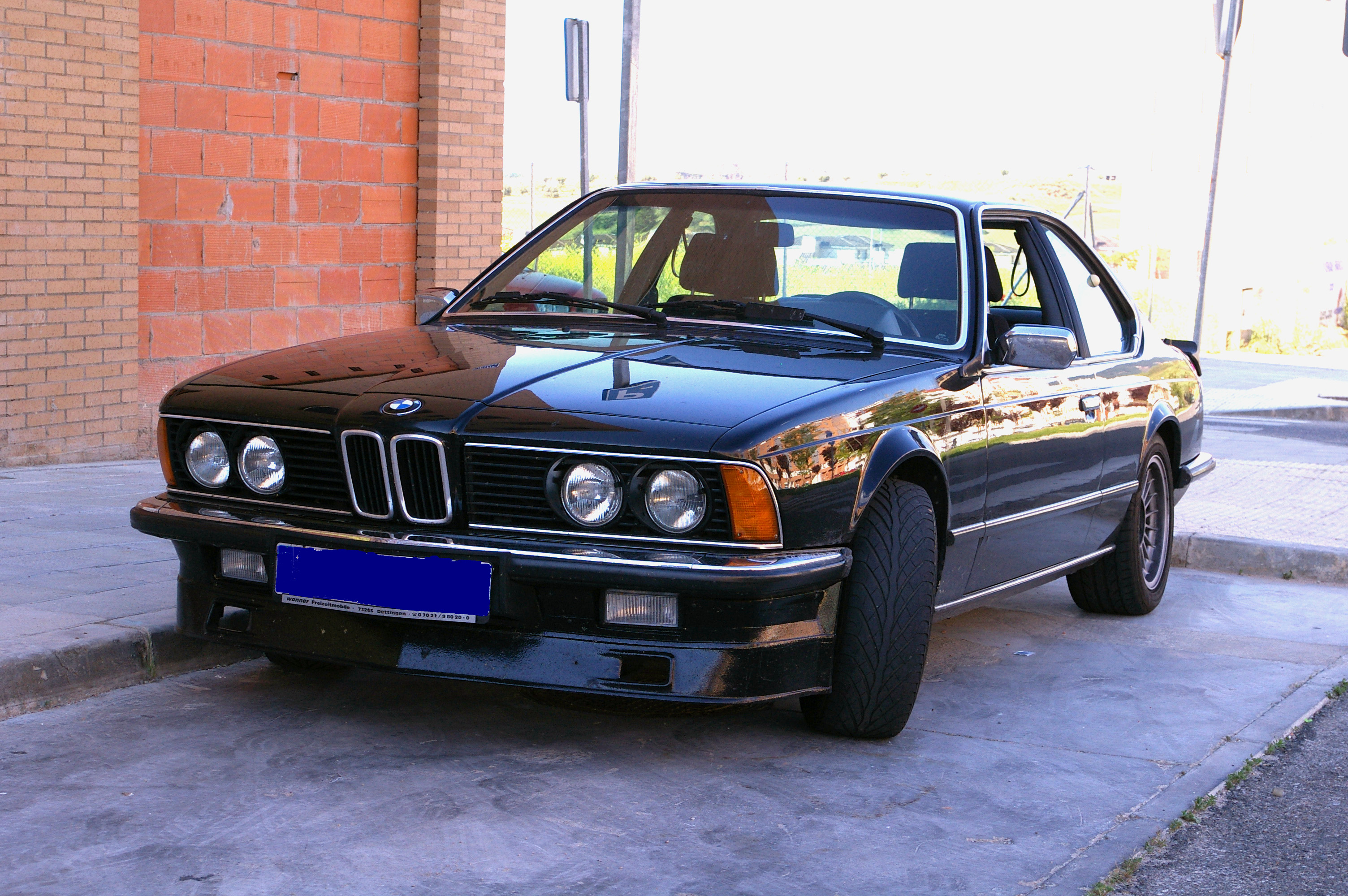
BMW ALPINA B7 Turbo Coupé / 1, basado del BMW 635CSi.

En 1968 Alpina se embarca en la competición, entrando en la categoría de superturismos, cosechando grandes éxitos. Hasta 1973 pilotaron para la marca nombres como James Hunt, Niki Lauda, Jacky Ickx o Hans Stuck. En 1970 el equipo Alpina gana el Campeonato Europeo de Turismos, las 24 Horas de Spa-Francorchamp y arrasa en los campeonatos alemanes. En 1971 Alpina convence a BMW de la necesidad de una versión aligerada del coupé 3.0 CS para seguir ganando en el campeonato de turismos, nacería así el mítico BMW 3.0 CSL lightweight coupé con la colaboración de Alpina. En 1973 consiguen una nueva victoria en el europeo de turismos con Derek Bell, Harald Ertl, Niki Lauda y Brian Muir. En 1977 y tras un nuevo campeonato añadido al palmarés con Dieter Quester y el BMW Alpina 3.5 CSL, la firma decide retirarse del campeonato europeo de turismos para dedicar todos los recursos financieros al desarrollo de sus automóviles de carretera. Esta primera retirada supondría el alejamiento de la competición por un periodo de 10 años.

#### Consolidación y reconocimiento como fabricante
En 1973 estalla la crisis del petróleo. Este hecho pone en dificultades a una empresa dedicada a elaborar coches de altas prestaciones (tipo deportivo y gran turismo). Dos factores ayudaron a la firma a pasar el bache: La buena reputación adquirida en competición y la respuesta flexible a las necesidades del mercado. Esto se traduce en nuevos motores capaces de gastar menos combustible y ofrecer mucha potencia cuando se les requiere.
A partir de 1975 se comienza a tejer una red de ventas propia en Alemania. Al mismo tiempo, se establecen los dos primeros importadores oficiales en Reino Unido y Suiza. En 1978 se presenta toda una nueva gama de turismos que incluyen inyección electrónica (siendo la primera marca en ofrecerla en toda la gama de modelos), entre estos modelos se encuentra la berlina más rápida del mundo en ese momento: el B7 Turbo de 300 CV. La empresa añade en 1979 una nueva área de negocio aparte del mundo del motor: se establece como importador de vinos de prestigio para Alemania. En 1983 el ministerio alemán de transporte reconoce a Alpina como fabricante de automóviles independiente.

### Historia contemporánea
En 1985 Alpina equipa a toda su producción con catalizadores metálicos en vez de cerámicos, convirtiéndose en el primer fabricante en utilizar exclusivamente catalizadores metálicos, bastante años antes que otros constructores de máxima categoría. 
En 1987 vuelve a la competición, esta vez en el DTM con el BMW Alpina M3 grupo A, mostrando su compromiso con el medio ambiente, son los primeros en instalar catalizadores metálicos en coches de competición. A pesar de conseguir victorias, el equipo se retira en 1988 debido a problemas de capacidad en la empresa, que vuelve a priorizar el desarrollo de los turismos de calle. 
Para sustituir al B7 Turbo, en 1989 lanzan el B10 Biturbo que vuelve a colocarse como el sedan más rápido del planeta. En 1990 la empresa ha crecido y alcanza ya los 120 empleados y se procede a construir un nuevo edificio para albergar las oficinas y la producción. En 1992 con la llegada del Alpina B12 5.7 coupé se estrena el sistema Shift-Tronic. Al año siguiente se incorporaría el Switch-Tronic que consiste en una caja de cambios semiautomática secuencial capaz de cambiar marchas desde el volante, sin necesidad de embragar y en el momento que decida el conductor, al estilo de la Fórmula 1. En 1995 aparece el Super-Cat, desarrollado conjuntamente con BMW y Emitec, es un nuevo catalizador metálico calentado eléctricamente que reduce las emisiones de dióxido de carbono. 
En 1999 Alpina presenta su primer diésel: el D10 biturbo con 245 CV, que en ese momento es la berlina diésel más potente del mercado. El Alpina Roadster V8 en 2002 supone la entrada oficial de la marca en Norteamérica. En 2003 la presentación del nuevo B7 supone la llegada de un nuevo concepto de motor: el compresor radial, así consiguen obtener un consumo relativamente muy bajo para una berlina de lujo y 500 CV.

#### Alpinas
Modelos Alpina
2008 
BMW Alpina B7 (500cv)
2007 
BMW Alpina B3 biturbo (360cv)
2005   BMW Alpina D3 (197cv)
2000 

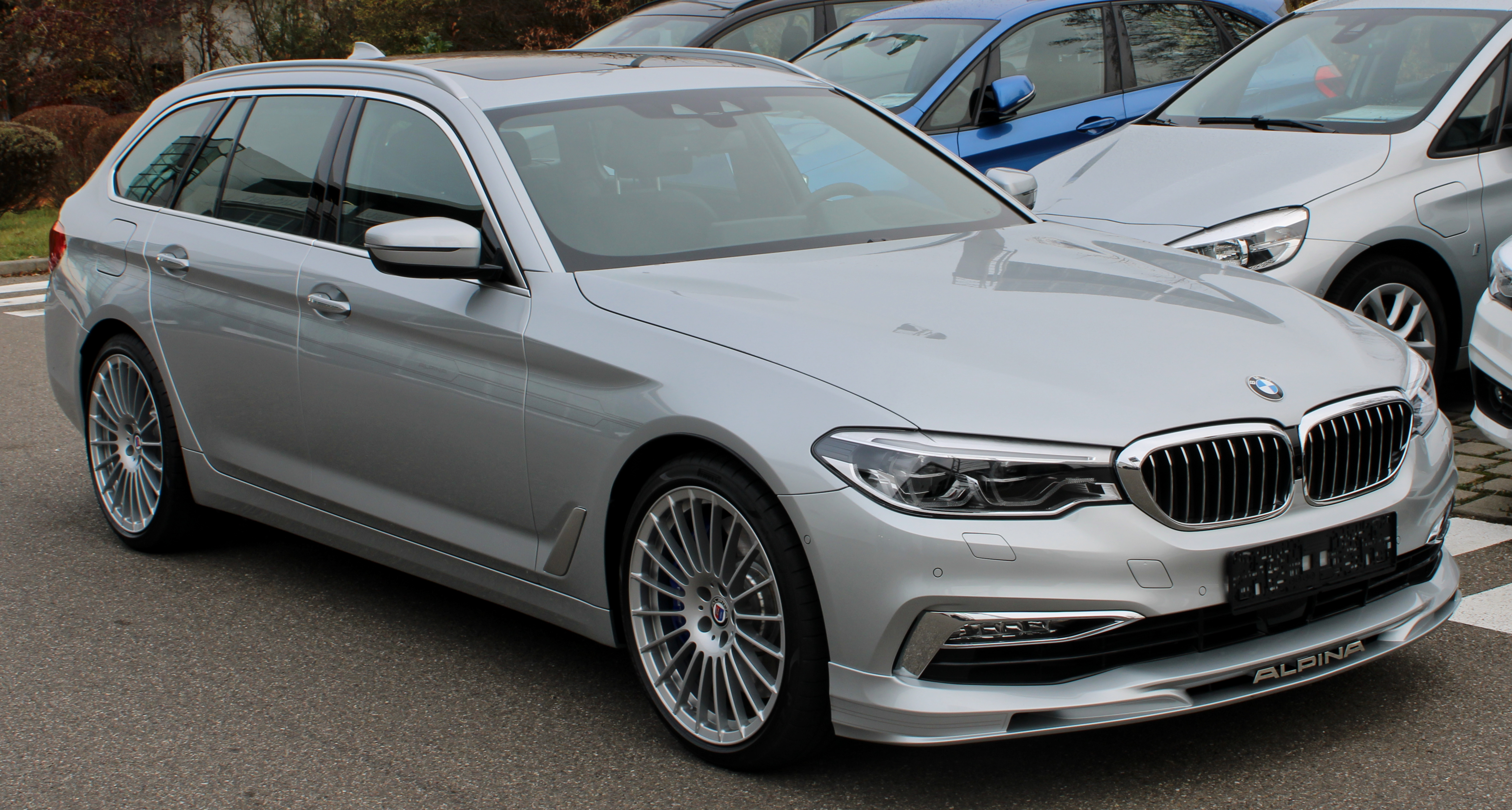
Alpina B5 Biturbo Touring

BMW Alpina 750i B12 5.7 Switch-Tonic (387cv)
1999 
BMW Alpina B3 3.3 E46 (280cv)
1997 
BMW Alpina B10 (340cv)
1996 
BMW Alpina M3 B8 (320cv)
1993 
BMW Alpina B3 (250cv)
1992
BMW Alpina B12 5.0 Coupé (350 CV)
1981 
BMW Alpina B10 3.5 E28 (261cv)
1978 
BMW Alpina B7 Turbo/Turbo S (300cv)
1978
BMW Alpina B7 Turbo Coupé/ Turbo Coupé /1 (300 CV/330 CV)
1977 
BMW Alpina 320i (160cv)
"1965"
BMW Alpina 3.0csl (130cv)